# 金平木姜子
金平木姜子（学名：Litsea chinpingensis）为樟科木姜子属下的一个种。